# 建設性不信任投票
建設性不信任投票（德語：konstruktives Misstrauensvotum）是指在部分议会制国家，國會對其總理表示不信任，但採取所謂的「建設性不信任投票」，亦即議會提出不信任案之後，必須以過半數以上的議員選出新任總理候選人才能成立，以確保不會因為倒閣造成議會空轉。不过新政府缺乏民意认受性，一般会在選出新政府後決定提前大選，以獲得新的民意授权。

## 例子

### 德國
德國在战后採取「建設性不信任投票」，投票時需要同時選出一位新總理，並会在新總理選出后成立新政府，所以德國的聯合政府可以維持一段相當穩定的運作。德國在1919年威瑪共和時期非常動盪。由於要在國會大廈獲得席次沒有訂定選舉門檻，要獲得席次有可能僅需有0.4%的選票即可。這導致大量的政黨獲得席次，讓政府難以維持多數派，而联合政府亦经常遭倒閣。战后，在國會獲得席次訂定選舉門檻，要獲得席次需有5%的選票，並採取「建設性不信任投票」，以防止频繁倒閣。在西德時，首次在1982年通過「建設性不信任投票」，结束施密特领導的社民党联合政府，新的科尔基民盟政府在翌年重新举行大選並勝出。

### 西班牙
西班牙在1978年后採取「建設性不信任投票」，投票需要同時選出一位新總理，並会在新總理選出后成立新政府。2018年原總理西班牙人民党拉霍伊因為貪腐醜聞被不信任投票趕下台，由西班牙工人社会党桑切斯接任，桑切斯獲左派我們可以党及多个分離主义小政党支持组建少数派政府。